# 서창면
서창면(西倉面)은 전라남도 광산군의 면이었다.

## 지명 유래
- 1914년 4월 1일 광주군 선도면(船道面), 당부면(當夫面), 방하동면(方下洞面)을 서창면으로 통폐합하였다.

| 조선총독부령 제111호 | |               |
| 구 행정구역          | 구 행정구역 | 신 행정구역   |
| 광주군 방하동면      | 대촌리(大村里), 구기리(舊基里), 송정리(松亭里)                                                                                 | 서창면 송대리 |
| 광주군 방하동면      | 원촌리(院村里), 중촌리(中村里), 발산리(鉢山里)                                                                                 | 서창면 서창리 |
| 광주군 방하동면      | 구룡리(舊用里), 신룡리(新用里), 내동리(內洞里), 마현리(馬峴里), 봉학리(鳳鶴里), 학동리(鶴洞里), 신촌리(新村里), 남산리(南山里) | 서창면 용두리 |
| 광주군 방하동면      | 창촌리(倉村里) | 서창면 세하리 |
| 광주군 선도면        | 세도리(細道里), 동하리(洞荷里)                                                                                                 | 서창면 세하리 |
| 광주군 선도면        | 동산리(東山里), 회산리(懷山里), 화개리(花開里)                                                                                 | 서창면 매월리 |
| 광주군 선도면        | 마산리(馬山里), 월산리(月山里)                                                                                                 | 서창면 벽진리 |
| 광주군 당부면        | 벽진리(碧津里) | 서창면 벽진리 |
| 광주군 당부면        | 심곡리(心谷里), 만호리(晩湖里), 금부리(金府里), 망월리(望月里)                                                                 | 서창면 금호리 |
| 광주군 당부면        | 풍암리(楓巖里), 운리리(雲裏里)                                                                                                 | 서창면 풍암리 |
| 광주군 당부면        | 마륵리(馬勒里), 신기리(新基里), 북촌리(北村里)                                                                                 | 서창면 마륵리 |

## 연혁
- 1957년 11월 6일 서창면이 광주시에 편입되었다.[1] (1읍 7면)
- 1957년 12월 서창출장소를 설치하여 금호동, 풍암동, 매월동을 방하동(芳菏洞), 마륵동, 벽진동, 세하동을 합해 서호동(瑞湖洞)이라 하고, 서창동과 용두동을 신호동(新湖洞)으로 하였다.[2]
- 1963년 1월 1일 광주시 서호동, 방하동, 신호동이 광산군 서창면으로 환원되었다.[3] (1읍 9면)
- 1988년 1월 1일 광산군 및 송정시 일원이 광주직할시 광산구로 편입되었다. 광산구 서창출장소로 개칭되었다.
- 1989년 4월 1일 : 도촌동을 비아출장소 도촌동과의 구별을 위해 도금동으로 개칭[4]
- 1995년 4월 20일 서창출장소가 서구에 편입되어 행정동 서창동이 되었다.
- 2001년 8월 6일 서창동을 서창동과 금호풍암동으로 분동하였다
- 2003년 2월 17일 금호풍암동을 금호동과 풍암동으로 분동하였다.[5] (16행정동)
- 2005년 7월 4일 금호동을 금호1동과 금호2동으로 분동하였다.[6] (17행정동)
- 2011년 10월 1일 풍암동 일부인 송원학원 부지 전체를 남구 송하동으로 편입하였다.[7]